# Leslie Deniz
Leslie Deniz (Leslie Jean Deniz; * 25. Mai 1962 in Oakland) ist eine ehemalige US-amerikanische Diskuswerferin.
Deniz siegte 1980 bei den Panamerikanischen Juniorenmeisterschaften. 1981 und 1983 gewann sie die US-amerikanischen Meisterschaften und wurde zudem als Studentin der Arizona State University NCAA-Meisterin 1983.
Ihren bedeutendsten Erfolg feierte Deniz bei den Olympischen Spielen 1984 in Los Angeles. Dort gewann sie mit einer Weite von 64,86 m die Silbermedaille hinter der Niederländerin Ria Stalman (65,36 m) und vor der Rumänin Florența Crăciunescu. Allerdings fehlten wegen des Olympiaboykotts auch zahlreiche stärker eingeschätzte Athletinnen des Ostblocks bei den Wettbewerben.
Nach ihrer sportlichen Karriere trat sie in den Polizeidienst ein und leitete unter anderem die Dienststelle an der California State University. Derzeit lehrt sie am Woodland Community College.
Leslie Deniz ist 1,70 m groß und wog in ihrer aktiven Zeit 86 kg.